# Estación de Villa del Río
Villa del Río es una estación ferroviaria situada en el municipio español de Villa del Río en la provincia de Córdoba, comunidad autónoma de Andalucía. Dispone de servicios de Media Distancia.

## Situación ferroviaria
Las instalaciones se encuentran situadas en el punto kilométrico 387,4 de la línea férrea de ancho ibérico Alcázar de San Juan-Cádiz, a 166,73 metros de altitud sobre el nivel del mar, entre las estaciones de Los Siles y Montoro. El tramo es de vía única y está electrificado.

## Historia
La estación fue abierta al tráfico el 15 de septiembre de 1866 con la puesta en marcha del tramo Vilches-Córdoba de la línea que pretendía unir Manzanares con Córdoba. La obtención de la concesión de dicha línea por parte de MZA fue de gran importancia para ella dado que permitía su expansión hacia el sur tras lograr enlazar con Madrid los dos destinos que hacían honor a su nombre (Zaragoza y Alicante). En 1941 la nacionalización de ferrocarril en España supuso la integración de MZA en la recién creada RENFE.
Desde el 31 de diciembre de 2004 Renfe Operadora explota la línea mientras que Adif es la titular de las instalaciones ferroviarias.

## Servicios ferroviarios

### Media Distancia
Los servicios de Media Distancia ofrecen conexiones con Sevilla, Córdoba y Jaén. Renfe usa para ello trenes MD aunque también circulan trenes Avant aprovechando así los trazados de alta velocidad existentes. 
| Línea MD | Trenes   | Origen/Destino  |  | Destino/Origen |
| -------- | -------- | --------------- |  | -------------- |
| 66       | MD       | Sevilla Córdoba |  | Jaén           |
| 76       | MD Avant | Cádiz           |  | Jaén           |